# Christophe Beck
Christophe Beck, nato Jean-Christophe Beck (Montréal, 30 novembre 1972), è un compositore canadese di colonne sonore cinematografiche e televisive.
È il fratello del pianista Chilly Gonzales.

## Carriera
Nato a Montréal, Beck si è diplomato alla Crescent School di Toronto. Ha studiato musica alla Yale University, dove ha fatto parte del gruppo vocale The Spizzwinks dal 1989 al 1990 e degli Whiffenpoofs nel 1991. Ha studiato come compositore cinematografica alla University of Southern California Thornton School of Music, dove ha avuto come professore Jerry Goldsmith. Ha in seguito studiato e lavorato insieme a Mike Post, con il quale ha composto, non accreditato, alcune musiche.
Beck è stato il compositore della serie televisiva Buffy l'ammazzavampiri dalla seconda alla quarta stagione, lavoro grazie al quale ha conquistato un Emmy Award nel 1998. Ha lavorato anche a diversi episodi di Angel e The Practice. Tra i suoi altri lavori Ragazze nel pallone (2000), Confidence - La truffa perfetta (2003), American Pie (2003), Sotto il sole della Toscana (2003), Garfield (2004), Elektra (2005), La pantera rosa (2006), We Are Marshall (2006), Una notte da leoni (2009), Percy Jackson e gli dei dell'Olimpo - Il ladro di fulmini (2010), Tower Heist - Colpo ad alto livello (2011), I Muppet (2011), Frozen - Il regno di ghiaccio (2013) e il seguito Frozen II - Il segreto di Arendelle (2019), Muppets 2 - Ricercati (2014), Ant-Man (2015), e i suoi seguiti Ant-Man and the Wasp (2018) ed Ant-Man and the Wasp: Quantumania (2023).

## Filmografia

### Cinema
- Past Perfect (1996), regia di Jonathan Heap
- Crossworlds - Dimensioni incrociate (1997), regia di Krishna Rao
- Accerchiati (1997), regia di Jonathan Heap
- Allarme mortale (1997), regia di Evan Dunsky
- Starstruck (1998), regia di John Enbom
- Caccia al serial killer (1998), regia di Mario Azzopardi
- Airbone - Virus letale (1998), regia di Julian Grant
- Dog Park (1998), regia di Bruce McCulloch
- l Diavolo dentro (1999), regia di Stacy Title
- Guinevere (1999), regia di Audrey Wells
- Thick as Thieves (1999)
- Coming Soon (1999)
- Big Time (2000), regia di Douglas Petrie
- Il club dei cuori infranti (2000), regia di Greg Berlanti
- Ragazze nel pallone (2000), regia di Peyton Reed
- Lightmaker (2001), regia di Dieter Meier
- Slap Her... She's French (2002), regia di Melanie Mayron
- Big Fat Liar (2002), regia di Shawn Levy
- The Skulls II (2002), regia di Joe Chappelle
- Interstate 60 (2002), regia di Bob Gale
- Stealing Harvard (2002), regia di Bruce McCulloch
- Lo smoking (2002), regia di Kevin Donovan
- Oggi sposi... niente sesso (2003), regia di Shawn Levy
- The Event (2003), regia di Thom Fitzgerald
- Confidence - La truffa perfetta (2003), regia di James Foley
- American Pie (2003), regia di Jesse Dylan
- Dickie Roberts: Former Child Star (2003), regia di Sam Weisman
- Sotto il sole della Toscana (Under the Tuscan Sun), regia di Audrey Wells (2003)
- Una scatenata dozzina (2003), regia di Shawn Levy
- Saved! (2004), regia di Brian Dannelly
- The Skull III (2004), regia di J. Miles Davis
- Garfield - Il film (2004), regia di Peter Hewitt
- A Cinderella Story (2004), regia di Mark Rosman
- Tutte le ex del mio ragazzo (2004), regia di Nick Hurran
- Without a Paddle - Un tranquillo week-end di vacanza (2004), regia di Steven Brill
- New York Taxi (2004), regia di Tim Story
- Elektra (2005), regia di Rob Bowman
- Ice Princess - Un sogno sul ghiaccio (2005), regia di Tim Fywell
- The Perfect Man (2005), regia di Mark Rosman
- 3 Needles (2005), regia di Thom Fitzgerald
- Rischio a due (2005), regia di D.J. Caruso
- I tuoi, i miei e i nostri (2005), regia di Raja Gosnell
- La Pantera Rosa (2006), regia di Shawn Levy
- The Sentinel - Il traditore al tuo fianco (2006), regia di Clark Johnson
- Garfield 2 (2006), regia di Tim Hill
- Capitan Zoom - Accademia per supereroi (2006), regia di Peter Hewitt
- We Are Marshall (2006), regia di McG
- Scuola per canaglie (2006), regia di Todd Phillips
- Year of the Dog (2007), regia di Mike White
- Licenza di matrimonio (2007), regia di Ken Kwapis
- Il risveglio delle tenebre (2007), regia di David Loren Cunningham
- Fred Claus - Un fratello sotto l'albero (2007), regia di David Dobkin
- Phoebe in Wonderland (2008), regia di Daniel Barnz
- Charlie Bartlett (2008), regia di Jon Poll
- Drillbit Taylor - Bodyguard in saldoDrillbit Taylor - Bodyguard in saldo(2008), regia di Steven Brill
- Notte brava a Las Vegas (2008), regia di Tom Vaughan
- Gli ostacoli del cuore (2009), regia di Shana Feste
- La Pantera Rosa 2 (2009), regia di Harald Zwart
- Una notte da leoni (2009), regia di Todd Phillips
- Una notte con Beth Cooper (2009), regia di Chris Columbus
- Laureata... e adesso? (2009), regia di Vicky Jenson
- Un microfono per due (2009), regia di Todd Louiso
- A proposito di Steve (2009), regia di Phil Traill
- Waiting for Superman (2010), regia di Davis Guggenheim
- Percy Jackson e gli dei dell'Olimpo - Il ladro di fulmini (2010), regia di Chris Columbus
- Un tuffo nel passato (2010), regia di Steve Pink
- Notte folle a Manhattan (2010), regia di Shawn Levy
- Il funerale è servito (2010), regia di Neil LaBute
- Red (2010), regia di Robert Schwentke
- Parto col folle (2010), regia di Todd Phillips
- Burlesque (2010), regia di Steve Antin
- Benvenuti a Cedar Rapids (2011), regia di Miguel Arteta
- Una notte da leoni 2 (2001), regia di Todd Phillips
- Crazy, Stupid, Love (2011), regia di Glenn Ficarra e John Requa
- Tower Heist - Colpo ad alto livello (2011), regia di Brett Ratner
- I Muppet (2011), regia di James Bobin
- Una spia non basta (2012), regia di McG
- Vicini del terzo tipo (2012), regia di Akiva Schaffer
- Voices (2012), regia di Jason Moore
- Paperman (2012), regia di John Kahrs
- Parto con mamma (2012), regia di Anne Fletcher
- Comic Movie (2013), regia di vari
- Una notte da leoni 3 (2013), regia di Todd Phillips
- Gli stagisti (2013), regia di Shawn Levy
- R.I.P.D. - Poliziotti dall'aldilà (2013), regia di Robert Schwentke
- Runner, Runner (2013), regia di Brad Furman
- Frozen - Il regno di ghiaccio (2013), regia di Chris Buck e Jennifer Lee
- Un amore senza fine (2014), regia di Shana Fest
- Muppets 2 - Ricercati (2014), regia di James Bobin
- Edge of Tomorrow - Senza domani (2014), regia di Doug Liman
- Bastardi in divisa (2014), regia di Luke Greenfield
- Una fantastica e incredibile giornata da dimenticare (Alexander and the Terrible, Horrible, No Good, Very Bad Day), regia di Miguel Arteta (2014)
- Cake (2014), regia di Daniel Barntz
- Un tuffo nel passato 2 (Hot Tub Time Machine 2), regia di Steve Pink (2015)
- Duri si diventa (2015), regia di Etan Cohen
- Ant-Man (2015), regia di Peyton Reed
- Snoopy & Friends - Il film dei Peanuts (2015), regia di Steve Martino
- Sisters (2015), regia di Jason Moore
- Fuga in tacchi a spillo (Hot Pursuit), regia di Anne Fletcher (2015)
- Barry Seal - Una storia americana (American Made), regia di Doug Liman (2017)
- Frozen - Le avventure di Olaf (Olaf's Frozen Adventure), regia di Kevin Deters e Stevie Wermers (2017)
- Truffatori in erba (Gringo), regia di Nash Edgerton (2018)
- Anon, regia di Andrew Niccol (2018)
- Ant-Man and the Wasp, regia di Peyton Reed (2018)
- Qualcuno salvi il Natale (The Christmas Chronicles), regia di Clay Kaytis (2018)
- Frozen II - Il segreto di Arendelle (Frozen II), regia di Chris Buck e Jennifer Lee (2019)
- Free Guy - Eroe per gioco (Free Guy), regia di Shawn Levy (2020)
- Walkaway Joe, regia di Tom Wright (2020)
- Amiche in affari (Like a boss), regia di Miguel Arteta (2020)
- Qualcuno salvi il Natale 2 (The Christmas Chronicles 2), regia di Chris Columbus (2020)
- Ant-Man and the Wasp: Quantumania, regia di Peyton Reed (2023)
- Shazam! Furia degli dei (Shazam! Fury of the Gods), regia di David F. Sandberg (2023)
- Nimona, regia di Nick Bruno e Troy Quane (2023)
- Road House, regia di Doug Liman (2024)
- The Instigators, regia di Doug Liman (2024)
- Unfrosted - Storia di uno snack americano (Unfrosted), regia di Jerry Seinfeld (2024)

### Televisione
- Zanna bianca - serie TV (1993)
- Pig Sty - serie TV (1995)
- Good Company - serie TV (1996)
- The Outer Limits - serie TV, 1 episodio (1996)
- Mike Land: professione detective - serie TV (1996)
- F/X - serie TV, 13 episodi (1996-1998)
- Papà Noè - serie TV, 1 episodio (1997)
- L'amica del cuore, regia di Jack Bender - film TV (1997)
- L'ultima lezione del professor Griffin, regia di Jack Bender - film TV (1997)
- Two - serie TV, 11 episodi (1997)
- Spy Game - serie TV, 8 episodi (1997)
- George and Leo - serie TV, 4 episodi (1997)
- 1999 - Terremoto a New York - film TV (1998)
- Caracara (film) - film TV (1999)
- Angel - serie TV, 22 episodi (1999-2000)
- The Practice - Professione avvocatiThe Practice - Professione avvocati- serie TV, 24 episodi (1999-2000)
- Wolf Girl - film TV (2001)
- Buffy l'ammazzavampiri (Buffy the Vampire Slayer) - serie TV, 58 episodi (1997-2001)
- Day Break - serie TV, 1 episodio (2006)
- WandaVision, regia di Matt Shakman – miniserie TV, 9 puntate (2021)
- Hawkeye, regia di Rhys Thomas e Bert & Bertie – miniserie TV, 6 puntate (2021) con Michael Paraskevas
- Agatha All Along, regia di Jac Schaeffer, Rachel Goldberg e Gandja Monteiro – miniserie TV (2024)